# Place Aurélie-Nemours
La place Aurélie-Nemours est une voie du 13e arrondissement de Paris, en France.

## Situation et accès
La place Aurélie-Nemours est située dans le quartier de la Gare. Elle débute au no 56 avenue de France, avec laquelle elle fait angle, et se termine rue Alice-Domon-et-Léonie-Duquet, en faisant face à l'un des trottoirs de cette voie.

## Origine du nom
Cette place porte le nom de l'artiste peintre Aurélie Nemours (1910-2005).

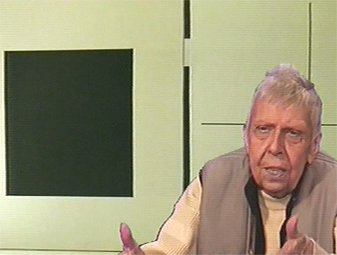
Aurélie Nemours en 1995 (Encyclopédie audiovisuelle de l'art contemporain).

## Historique
Ancienne « voie FM/13 », voie projetée du plan d'aménagement de la zone d'aménagement concerté (ZAC) Paris Rive Gauche, la place prend sa dénomination actuelle par une délibération municipale du 17 juin 2014.